# Eleccions legislatives turques de 1954

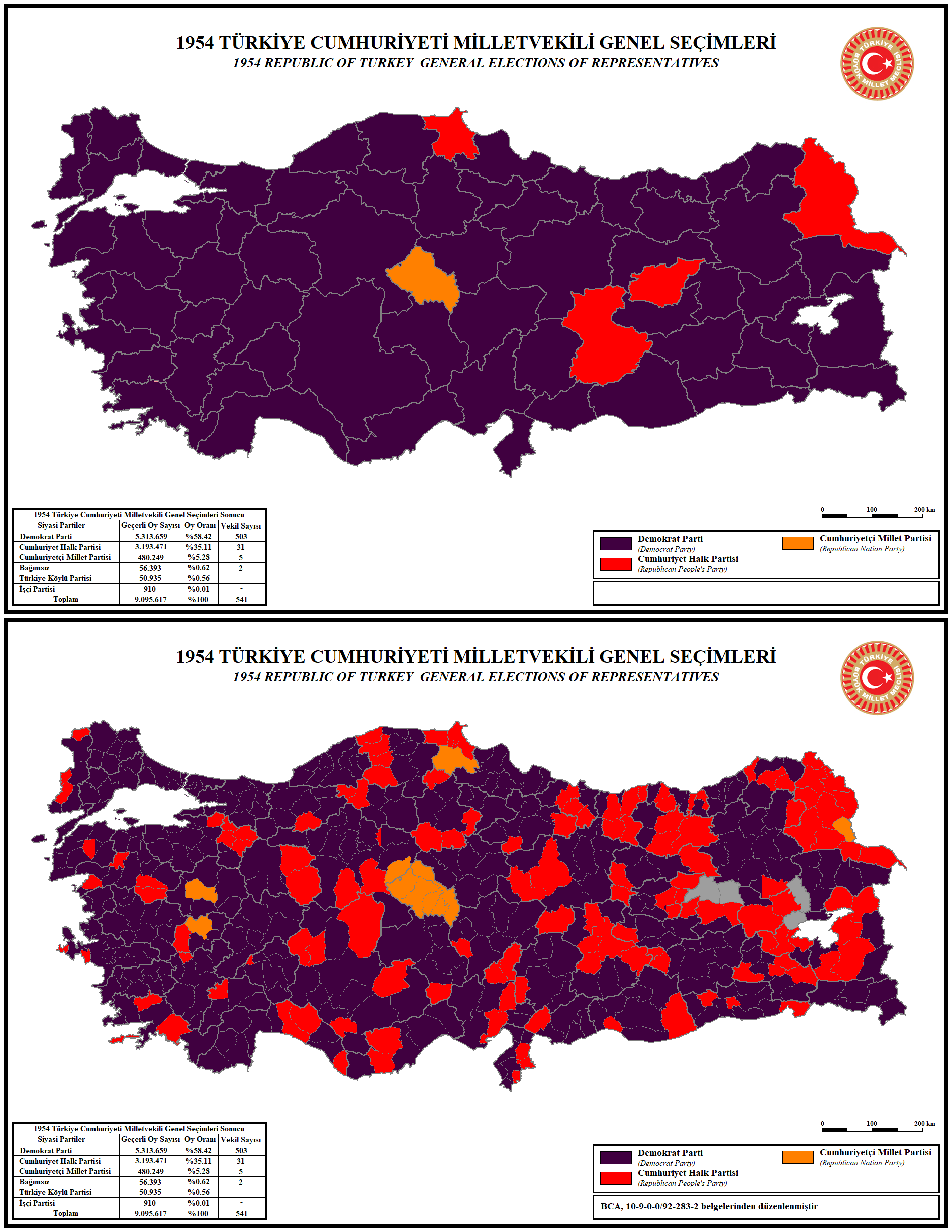

Les eleccions legislatives turques de 1954 se celebraren el 15 d'octubre de 1954 per a escollit els 541 diputats de la Gran Assemblea Nacional de Turquia. El Partit Demòcrata va guanyar per una majoria aclaparadora i el seu cap Adnan Menderes fou nomenat primer ministre de Turquia.

## Resultats
Resultats de les eleccions a l'Assemblea de Turquia de 15 d'octubre de 1954.
| Partits                                                     | Vots      | Vots   | Vots | Escons | Escons |
| Partits                                                     | No.       | %      | +− % | No.    | +−     |
| ----------------------------------------------------------- | --------- | ------ | ---- | ------ | ------ |
| Partit Demòcrata (Demokrat Partisi)                         | 5.151.550 | 57,61  |      | 502    |        |
| Partit Republicà del Poble (Cumhuriyet Halk Partisi)        | 3.161.696 | 35,36  |      | 31     |        |
| Partit Republicà de la Nació (Cumhuriyetçi Millet Partisi)  | 434.085   | 4,85   |      | 5      |        |
| Partit Agrari Turc (Türkiye Köylü Partisi)                  | 57.011    | 0,64   |      | 0      |        |
| Independents                                                | 137.318   | 1,54   |      | 3      |        |
| Vots vàlids                                                 | 8.959.004 | 100.00 |      | 541    |        |
| Vots nuls                                                   |           |        |      |        |        |
| Electorat                                                   | 10.262.06 |        |      |        |        |
| Participació                                                | 88,63%    |        |      |        |        |
| - Fonts: belgenet.net Arxivat 2009-02-09 a Wayback Machine. |           |        |      |        |        |